# Isahakyan
Isahakyan (in armeno Իսահակյան?) è un comune di 960 abitanti (2001) della provincia di Shirak in Armenia.